# Naturschutzgebiet Duloh-Löbbecken-Kopf
Koordinaten: 51° 22′ 55″ N, 7° 43′ 56″ O
Das Naturschutzgebiet Duloh-Löbbecken-Kopf ist ein 60,4 ha großes Naturschutzgebiet (NSG) im östlichen Stadtgebiet  von Iserlohn im Märkischen Kreis in Nordrhein-Westfalen mit etwa 59,4 ha. Der südöstliche Teil des NSG mit rund 1 ha liegt im Stadtgebiet von Hemer. Das NSG wurde 1997 mit dem Landschaftsplan Iserlohn durch den Kreistag des Märkischen Kreises ausgewiesen. Das NSG liegt östlich und nördlich der Bebauung des Iserlohner Stadtteils Wermingsen und endet, von einer Weide getrennt, vor der Bundesstraße 7 nahe der Anschlussstelle Hemer der Bundesautobahn 46.

## Gebietsbeschreibung

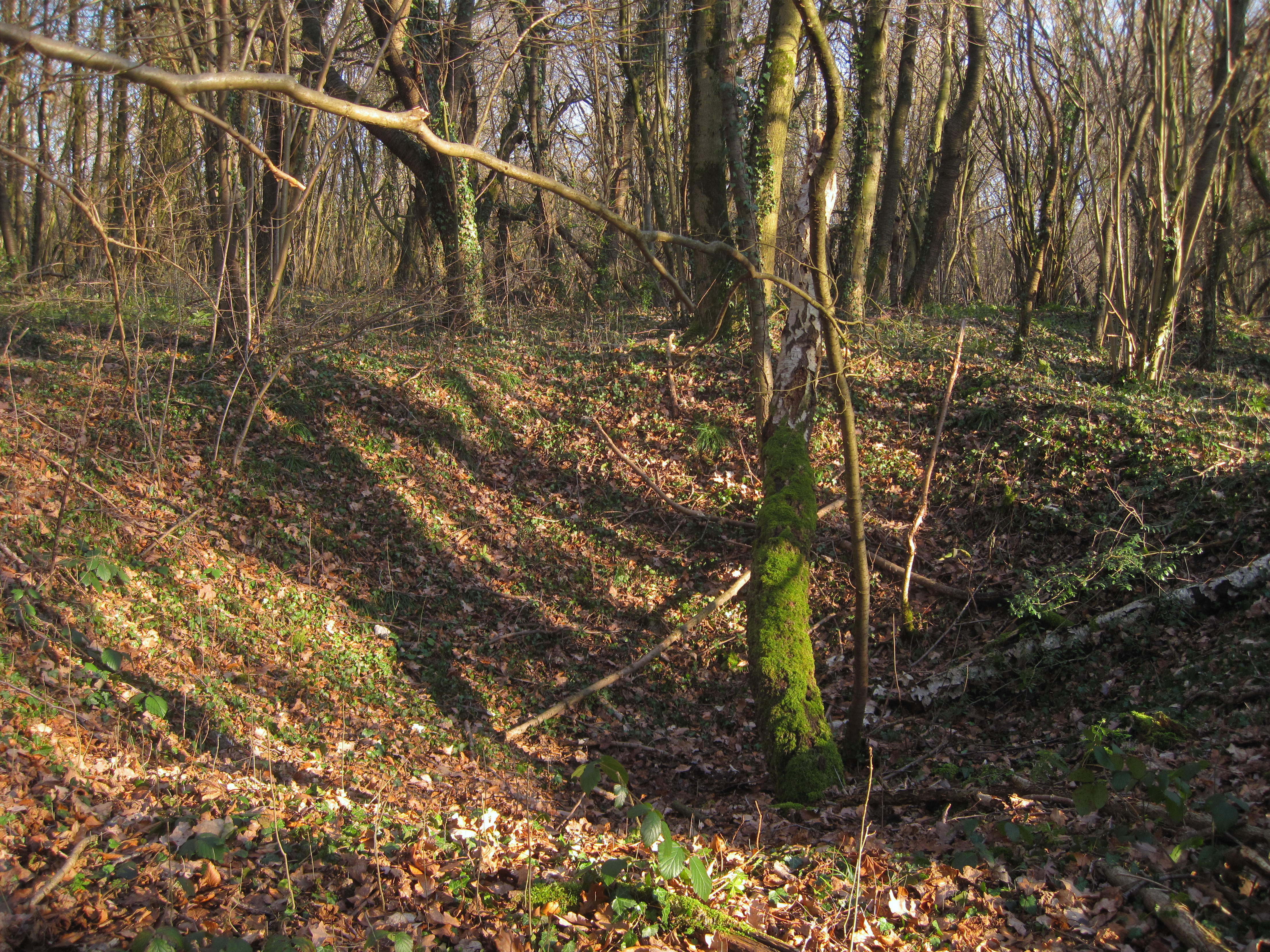
Spuren militärischer Nutzung

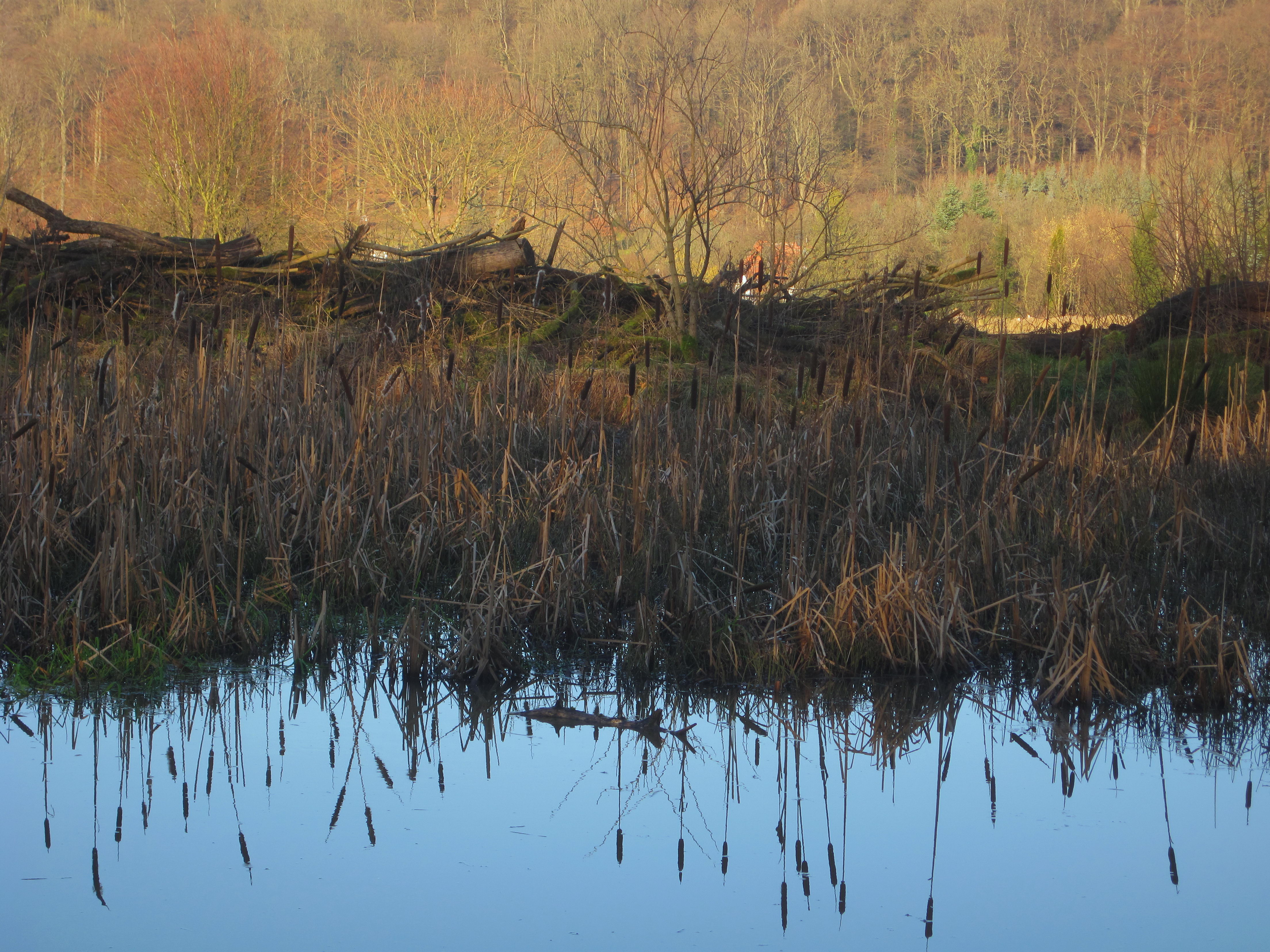
Breitblättriger Rohrkolben an einem stehenden Kleingewässer

Bei dem NSG handelt es sich um Wald und um Grünland. Das NSG umfasst den westlichen Teil des früheren Truppenübungsplatzes Duloh-Löbbeckenkopf. Der überwiegende Teil des NSG ist mit Laubwald bestockt. Auf kalkreichem Untergrund haben sich nutzungsbedingt Laubwaldbestände entwickelt, die einen hohen Anteil an Birken, Eschen und Hainbuchen aufweisen. Die zum Teil niederwaldartig genutzten Bestände weisen eine artenreiche Krautschicht auf. Im Westen des NSG befindet sich ein eschendominierter Hangschuttwald. Im Waldbereich finden sich als Reste früherer militärischen Nutzung Kampfstände, Gräben und Bombentrichter.
Der Norden und Osten des NSG wird von Magergrünland dominiert. An den geschotterten Wegen haben sich kleinflächig Magerrasen mit Tendenzen zu Kalkmagerrasen entwickelt. Im Nordosten des NSG existieren kleinere stehende Kleingewässer mit umgebendem Feuchtgrünland. Das Gebiet ist auch Lebensraum für den Grasfrosch.
Das geschützte Gebiet ist von einem stark fußgängerfrequentierten Wegenetz durchzogen.
Nach dem IUCN Protected Areas Categories System der Internationalen Union zur Bewahrung der Natur und natürlicher Ressourcen handelt es sich beim NSG Duloh-Löbbecken-Kopf um ein Biotop- und Artenschutzgebiet (Kennung WDPA ID 318310), für deren Erhaltung gezielte Eingriffe erfolgen.
Beim Grünland erfolgt dies in der Form einer Mahd oder Schafbeweidung.
Im NSG wurden 52 Vogelarten und 452 Arten von Gefäßpflanzen nachgewiesen.

## Name Löbbecken-Kopf
Friedrich Hermann Löbbecke (Familie) erwarb 1864 das Gut Schleddenhof als Wohnsitz. Zum Gut Schleddenhof gehörte ein Gelände von 400 Morgen, um 100 Hektar. Östlich des Schleddenhofs lag der 285 m hohe Hengstenberg, der in Löbbeckenkopf umgetauft wurde.